# Clement Attlee
 (janvier 2024).
- Si vous ne connaissez pas le sujet, laissez ce bandeau (vous pouvez alors contacter les auteurs).
- Si vous supprimez le contenu mis en cause (vous pouvez préalablement contacter les auteurs),

argumentez précisément cette suppression dans la page de discussion
(un manque de référence n'est pas un argument ; une recherche réelle de référence doit avoir été effectuée, être formellement documentée).
 (mai 2013).
Si vous disposez d'ouvrages ou d'articles de référence ou si vous connaissez des sites web de qualité traitant du thème abordé ici, merci de compléter l'article en donnant les références utiles à sa vérifiabilité et en les liant à la section « Notes et références ».
Clement Richard Attlee, 1er comte Attlee, né le 3 janvier 1883 à Londres et mort le 8 octobre 1967 dans la même ville, est un homme d'État britannique, chef du Parti travailliste de 1935 à 1955 et Premier ministre du Royaume-Uni de 1945 à 1951.
Il fut par ailleurs le premier vice-Premier ministre qu'ait connu le pays, au sein du gouvernement de coalition de guerre constitué entre 1940 et 1945 par Winston Churchill, avant de conduire son parti à la victoire électorale à la fin de la guerre. Il fut le premier travailliste à occuper le poste de Premier ministre durant une législature entière, le premier travailliste à diriger une majorité parlementaire travailliste et le premier à diriger le Parti travailliste aussi longtemps.
Le gouvernement qu'il dirigea appliqua le consensus d'après-guerre, basé sur la supposition que le plein emploi serait maintenu grâce à la politique économique inspirée du keynésianisme et qu'un organisme de sécurité sociale serait créé — aspirations résumées dans le rapport Beveridge rendu public en novembre 1942.
Dans le même contexte, son gouvernement entreprit la nationalisation des prestataires de services — tel que le Service national de Santé — et des industries vitales pour l'économie du pays. Après une première opposition du Parti conservateur à la politique fiscale keynésienne, cet accord fut respecté dans ses grandes lignes, pendant trente ans, par les acteurs en présence jusqu'à l'arrivée de Margaret Thatcher au poste de Premier ministre, en 1979.
Son gouvernement fut aussi promoteur de la décolonisation d'une grande partie de l'Empire britannique en accordant l'indépendance à l'Inde, au Pakistan, à la Birmanie, à Ceylan et à la Jordanie. Le mandat britannique en Palestine prit fin avec la création de l'État d'Israël le jour du retrait britannique.
Il a été particulièrement bien jugé par l'historiographie politique, étant considéré par un sondage de l'université de Leeds comme « le meilleur Premier ministre britannique » du XXe siècle après 1945.

## Enfance et éducation
Attlee est né à Putney, Londres, et fut le septième d'une fratrie de huit enfants. Son père était le notaire Henry Attlee (1841–1908), sa mère était Ellen Bravery Watson (1847–1920). Il fréquenta tout d'abord la Northaw School, une école primaire pour garçons près de Pluckley dans le Kent. Il étudia ensuite au Haileybury College et l'University College Oxford, où il décrocha en 1904 et avec mention un diplôme en Histoire moderne. Simultanément, Attlee jouait dans l'équipe de football Fleet Town F.C. Attlee exerça alors le métier d'avocat et prêta serment en 1906.

## Vie et carrière
De 1906 à 1909, Attlee travailla comme gérant de Haileybury House, une œuvre de bienfaisance pour les garçons issus de la classe ouvrière, établie à Stepney dans le quartier londonien d'East End à l'initiative de son ancienne école. Au début, ses convictions politiques étaient conservatrices. Cependant, il fut frappé de la pauvreté et du dénuement qui frappait les enfants défavorisés. Il en conclut que la charité privée ne suffirait pas à supprimer la pauvreté, mais que, seule, la redistribution de la richesse au niveau et à l'intervention de l'État serait une mesure efficace. Cela supposait tout un processus de maturation politique. Il entra en 1908 au Parti travailliste indépendant et en devint un membre londonien actif.
En 1909, il fut peu de temps secrétaire de Beatrice Webb. De 1909 à 1910, il travailla comme secrétaire au Toynbee Hall. En 1911, il décrocha un job gouvernemental en tant que « commentateur officiel », parcourant le pays pour vulgariser le National Insurance Act de David Lloyd George. Tout l'été 1911, il parcourut à bicyclette l'Essex et le Somerset, expliquant la portée de la loi à la population, lors de rassemblements publics.
Attlee devint enseignant à la London School of Economics en 1912, mais sollicita très vite la formation d'officier à l'armée après le déclenchement des hostilités de la Première Guerre mondiale au mois d'août 1914.

## Service militaire durant la Première Guerre mondiale
Pendant la Première Guerre mondiale, Attlee se vit attribuer le grade de capitaine de l'armée britannique et combattit au sein du South Lancashire Regiment durant la désastreuse campagne de Gallipoli en Turquie. Après avoir combattu quelque temps, il contracta la dysenterie et fut envoyé en convalescence dans un hôpital de Malte. Pendant qu'il était hospitalisé, beaucoup de ses camarades de combat furent tués à la bataille de Sari Bair. Plus tard, quand il rejoignit le front, il fut informé que sa compagnie serait la dernière à tenir Gallipoli lors de l'évacuation. Il fut l'avant-dernier homme à quitter Suvla Bay, le dernier étant le général Frederick Stanley Maude.
Plus tard, il participa en Irak à la campagne de Mésopotamie où, à la bataille d'El Hannah, il fut gravement blessé aux membres inférieurs par des éclats d'obus Shrapnel en assaillant une tranchée ennemie. Il fut envoyé en revalidation en Angleterre où il se consacra à l'entraînement des soldats de la classe 1917. Il y fut promu au grade de major. Il sera connu sous le nom de « Major Attlee » durant l'entre-deux-guerres, après avoir été envoyé sur le front occidental en France en juin 1918, soit aux derniers mois de la Première Guerre mondiale.
La campagne désastreuse de Gallipoli avait été conçue par Winston Churchill. Attlee pensait que c'était une stratégie audacieuse qui eût pu réussir si elle eût été mieux mise en œuvre. Il éprouva une certaine admiration pour Churchill en tant que stratège militaire, ce qui améliora sérieusement leurs relations durant les années suivantes.
Sa décision de combattre pendant la guerre fut une cause de rupture entre lui et son frère aîné Tom Attlee, qui vécut une grande partie de la guerre emprisonné, comme pacifiste et objecteur de conscience.
Après la guerre, il enseigna jusqu'en 1923 à la London School of Economics.

## Mariage et famille
Clement Attlee rencontra Violet Millar lors d'un voyage en Italie en 1921. Fiancés quelques semaines après leur retour, ils se marièrent à la Christ Church de Hampstead le 10 janvier 1922. Ils formeront un couple solide jusqu'à ce que la mort les sépare en 1964. Ils eurent quatre enfants :
- (Lady) Janet Helen (1923-2019) : elle épousa Harold Shipton à la Parish Church d'Ellesborough, en 1947 ; ils émigrèrent plus tard aux États-Unis ;
- (Lady) Felicity Ann (1925-2007) : elle épousa John Harwood à Little Hampden en 1955 ;
- Martin Attlee, 2e comte Attlee (en) (1927–1991) ;
- (Lady) Alison Elizabeth (1930-2016) : elle épousa Richard Davis à Great Missenden en 1952.

## Début de la carrière politique

### Politique locale
Attlee revint à la politique locale, dans l'immédiat après-guerre, devenant, en 1919, maire de l'ancien borough londonien de Stepney, un des quartiers les plus pauvres du grand Londres. Durant son maïorat, la municipalité entreprit des actions contre les propriétaires qui percevaient les loyers de taudis et refusaient toute dépense visant à loger décemment leurs locataires. La municipalité promulgua des arrêtés imposant aux propriétaires d'effectuer la réhabilitation de leur bien. Il leur envoya des auxiliaires médicaux et des inspecteurs sanitaires, réduisant ainsi le taux de mortalité infantile.
Pendant son maïorat en 1920, il écrivit son premier livre, Le Travailleur social, qui expose beaucoup de principes exprimés par ses convictions politiques et dessine le programme de son gouvernement quelques années plus tard. Le livre promeut l'idée que s'occuper du pauvre ne doit pas être une initiative privée. Il écrit « La charité est une chose froide, grise et dépourvue d'amour. Si le riche souhaite aider le pauvre, il doit être ravi de payer des taxes et ne pas distribuer son argent au compte-gouttes selon son caprice. »
Il écrit aussi « Dans une Société civilisée, bien qu'elle puisse être composée d'individus interdépendants, il y aura toujours quelques personnes incapables de se débrouiller à certaines époques de leur vie, et leur détresse peut avoir trois issues : soit on les abandonne à leur sort, soit ils peuvent avoir le droit d'être protégés dans le cadre d'une organisation de la Société, soit ils sont abandonnés au bon vouloir d'individus de la Société. La première solution est intolérable, quant à la troisième elle n'est possible, sans perte de dignité, qu'entre individus égaux. Un droit créé par une loi, tel une pension de vieillesse, est moins humiliant qu'une allocation consentie par un riche à un pauvre, dépendant de l'opinion qu'il a du mérite du pauvre et laissée à son appréciation. »
Il soutint énergiquement la Poplar rates protest conduite par George Lansbury en 1921. Ceci le brouilla avec beaucoup de dirigeants de la section londonienne du Parti travailliste, dont Herbert Morrison.

### Membre de la Chambre des communes
Aux élections générales de 1922, Attlee fut l'élu à la Chambre des communes pour la circonscription de Limehouse, dans le district de Stepney. À ce moment, il était un fervent admirateur de Ramsay MacDonald et l'aida dans sa course à la présidence du Parti travailliste, à l'élection de 1922 : décision qu'il regrettera plus tard. Il fut engagé comme secrétaire parlementaire de Ramsay MacDonald durant une brève période. Il prit goût à la fonction ministérielle en 1924, quand il devint sous-secrétaire d'État à la Guerre pendant le court gouvernement dirigé par MacDonald, qui fut aussi le premier gouvernement travailliste.
Attlee était opposé à la grève générale de 1926, estimant que la grève ne doit pas être utilisée comme arme politique. Néanmoins, quand elle éclata, il n'essaya pas de la saboter. Au moment de la grève, il présidait le Comité de fourniture de courant électrique du district de Stepney. Il passa un accord avec le syndicat des travailleurs électriciens pour qu'ils n'interrompent pas l'alimentation en électricité des hôpitaux, alors qu'ils cessaient d'alimenter les usines. Une firme, Scammell and Nephew Ltd intenta une action en justice contre Attlee et les autres membres travaillistes du Comité (mais pas contre les membres conservateurs qui avaient aussi souscrit à cet accord). La Cour inculpa Attlee et ses collègues conseillers et ils furent condamnés à payer 300 £ de dommages et intérêts. Plus tard, cette condamnation fut annulée en appel, mais les problèmes financiers créés par ce revers ont presque dégoûté Attlee de faire de la politique.
En 1927, il intègre la Commission Simon composée de sept membres venant de divers partis, Commission royale chargée d'examiner la possibilité d'accorder à l'Inde son autodétermination. En raison du temps nécessaire à consacrer à la Commission et contrairement à la promesse de MacDonald, il ne se voit pas offrir de poste ministériel au début du deuxième gouvernement travailliste. Cette participation — qu'il n'avait pas demandée — au travail de la Commission lui apporta une connaissance approfondie de l'Inde et de beaucoup de ses figures politiques, qui lui servit plus tard, en tant que Premier ministre, à mener l'Inde vers l'autodétermination.
En 1930, Oswald Mosley quitta le Parti travailliste après le rejet de ses mesures protectionnistes visant à trouver une solution au sous-emploi de la main-d'œuvre britannique. Attlee hérita de la fonction de chancelier du duché de Lancaster, libérée par Oswald Mosley. Il fut maître des Postes général du Royaume-Uni au moment de la crise de 1931, durant laquelle la plupart des têtes du parti travailliste perdirent leur siège. Au cours du deuxième gouvernement travailliste, Attlee fut de plus en plus déçu par Ramsay MacDonald qu'il en vint à considérer comme vaniteux et incompétent, lui adressant plus tard des propos au vitriol dans son autobiographie.

## Dans l'opposition durant les années 1930

### Vice-président du Parti travailliste
Après la chute du deuxième gouvernement travailliste en 1931, on organisa de nouvelles élections, véritable désastre pour le Parti travailliste, qui perdit plus de 200 sièges. La plupart des anciennes figures du parti perdirent leur siège, y compris Arthur Henderson, chef du parti. George Lansbury et Attlee furent parmi les quelques rescapés travaillistes issus du gouvernement défunt. En conséquence, Lansbury devint président du parti et Attlee vice-président.
Attlee fonctionna comme président effectif durant neuf mois à partir de décembre 1933, après que Lansbury se fut fracturé accidentellement le fémur. En cette qualité, son profil public prit de l'importance. Durant cette période, ses problèmes financiers incitèrent Attlee à abandonner la politique, vu que son épouse était malade et qu'il ne touchait pas de supplément salarial comme chef de l'opposition. Il fut persuadé de rester à son poste par Stafford Cripps, un riche socialiste qui consentit à lui payer un supplément de salaire.

### Chef de l'opposition
George Lansbury, pacifiste convaincu, démissionna du poste de président au congrès du Parti travailliste en 1935 après que le parti avait voté en faveur des sanctions contre l'Italie pour son invasion de l'Abyssinie. Lansbury s'opposa énergiquement à cette attitude répressive. Des élections générales paraissant imminentes, le Parti travailliste nomme Attlee président intérimaire, à condition qu'une élection présidentielle soit organisée après les élections générales.
Attlee mena le Parti travailliste aux élections générales de 1935, qui vit le redressement partiel du parti, récupérant plus de cent sièges par rapport aux résultats désastreux de 1931. En novembre 1935, dans la course à la présidence du Parti travailliste après les élections générales, Attle se présenta contre Herbert Morrison et Arthur Greenwood. Morrison partait favori pour beaucoup de membres, mais était regardé avec méfiance par beaucoup de sections, spécialement à gauche. La candidature à la présidence d'Arthur Greenwood était gênée par ses problèmes d'alcool. Attlee fut vainqueur aux deux scrutins et, par la suite, conserva la présidence, fonction qu'il occupera jusqu'en 1955.
Pendant les années 1920 et la plupart des années 1930, la ligne politique du Parti travailliste, voulue par Attlee, consistait à s'opposer au réarmement et à encourager l'internationalisme et la sécurité collective sous l'égide de la Société des Nations. Au congrès du Parti travailliste à Southport, en 1934, Attlee déclara que « nous avons tout à fait abandonné toute idée de loyauté à la nation. Nous avons délibérément préféré un ordre mondial à la loyauté à notre propre pays. Nous disons que nous désirons voir inscrit dans les statuts quelque chose qui fasse de notre peuple des citoyens du monde plutôt que des citoyens de ce pays ». Un an plus tard, pendant un débat à propos de la défense, Attlee déclara « Il est dit dans le Livre Blanc qu'il y a un danger contre lequel nous devons nous prémunir. Nous ne pensons pas que vous pouvez nous en prémunir grâce à notre seule défense nationale. Nous pensons que vous pouvez seulement y arriver en avançant vers un monde nouveau, un monde du droit, l'abolition des armements nationaux, avec une force armée mondiale et un ordre économique mondial. On me rétorquera que cela est impossible ».
Le 21 mai 1935, Adolf Hitler fit un discours dans lequel il proclamait que le réarmement allemand n'était pas une menace pour la paix mondiale. Le lendemain, Attlee répondit lors d'un débat sur l'évaluation que le discours d'Hitler comportait des allusions défavorables à l'Union soviétique, mais que « nous voyons ici l'opportunité d'une invitation à stopper la course aux armements… Nous ne pensons pas que notre réponse à Herr Hitler doit seulement être le réarmement. Nous vivons une période de réarmement, mais quant à nous, nous ne pouvons pas accepter cette attitude ».
En avril 1936, le chancelier de l'Échiquier Neville Chamberlain présenta un budget qui augmentait le montant alloué aux forces armées. Attlee participa à une émission radiophonique pour s'y opposer, déclarant que le budget « n'était pas l'expression naturelle de la couleur du présent gouvernement. Il n'y avait qu'une faible augmentation attribuée aux services améliorant la vie des gens, l'éducation et la santé. Chaque chose était consacrée à promouvoir les instruments de mort. Le chancelier regrettait amèrement de devoir dépenser autant en armements, mais disait que c'était absolument nécessaire et dû à l'attitude des autres nations. À l'entendre parler, on penserait que le gouvernement n'est pas responsable des affaires mondiales… Le gouvernement a maintenant décidé d'entrer dans la course aux armements, et les gens devront payer pour leur erreur d'avoir pensé qu'on pouvait faire confiance à une politique de paix… C'est un budget de guerre. Nous ne verrons pas à l'avenir de progrès de la législation sociale. Toutes les ressources disponibles doivent être destinées aux armements ».
Cependant, face à l'émergence de la menace de l'Allemagne nazie et à l'inefficacité de la Société des Nations, le pacifisme perdit de sa crédibilité. Vers 1937, le Parti travailliste abandonna son attitude pacifiste et en arriva à promouvoir le réarmement, allant à l'encontre de la politique des concessions accordées à Hitler. En 1938, Attlee marqua son opposition aux accords de Munich qui donnait à l'Allemagne les territoires germanophones des Sudètes : « Nous avons tous ressenti du soulagement devant l'éloignement de la menace de guerre. Chacun d'entre nous a vécu dans l'anxiété pendant quelques jours; nous ne pouvons pas considérer la paix comme définitive, mais nous n'avons rien d'autre qu'une trêve pendant la guerre. Nous n'avons pas été capables de nous enfermer dans une réjouissance insouciante. Nous avons eu le sentiment de flotter au beau milieu de la tragédie. Nous en avons été humiliés. Ceci ne fut pas une victoire du bon sens et de l'humanisme. Ceci a été une victoire de la force brute… Les articles des accords n'ont pas été négociés ; ce furent des articles concédés à la suite d'un ultimatum. Nous avons vu aujourd'hui un peuple brave, civilisé et démocratique trahi et abandonné face à un despotisme impitoyable. Et plus grave encore. Nous avons vu la défaite de l'idéal démocratique, qui est, selon nous, le socle de la civilisation et de l'humanisme… Les événements de ces derniers jours sont une des plus grandes défaites diplomatiques jamais infligées à notre pays et à la France. Il n'y a aucun doute que c'est une formidable victoire de Herr Hitler. Sans avoir tiré un seul coup de feu, par le simple déploiement de sa puissance militaire, il a acquis en Europe une position dominante que l'Allemagne n'a pas réussi à obtenir après quatre années de guerre. Il a inversé l'équilibre de la puissance en Europe. Il a détruit le dernier bastion de démocratie barrant ses ambitions en Europe orientale. Il s'est ouvert l'accès à la nourriture, au pétrole et aux ressources dont il a besoin pour affermir sa puissance militaire et, avec succès, il a vaincu et réduit à l'impuissance les forces qui pouvaient encore faire face au règne de la violence. ».
En 1937, Attlee visita la République espagnole et rencontra les volontaires britanniques des Brigades internationales. En son honneur, on nomma une compagnie Major Attlee Company.
En avril 1939, Attlee s'opposa à l'introduction de la conscription par le gouvernement.

## Vice-Premier ministre

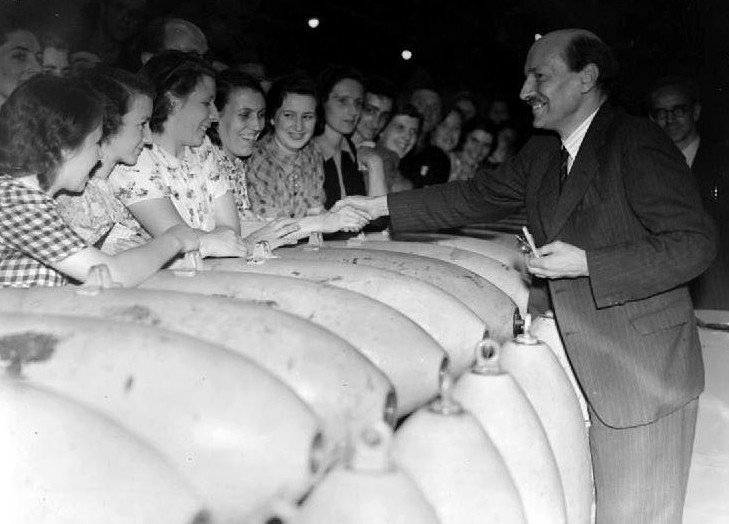
Attlee visitant une fabrique de munitions, en 1941, en tant que Lord du Sceau Privé.

Attlee reste chef de l'opposition quand la guerre éclate en septembre 1939. La désastreuse campagne de Norvège résulte du débat sur la Norvège et de la motion de défiance au gouvernement. Bien que Chamberlain ait survécu à ce revers, la réputation de son gouvernement était si compromise qu'il s'imposait de devoir mettre en place un gouvernement de coalition. La crise coïncida avec le congrès du Parti travailliste. Même si Attlee était disposé à entrer dans le gouvernement de Chamberlain (gouvernement de crise), il n'aurait pas été capable d'occuper les deux fonctions simultanément. Par conséquent, Chamberlain démissionna et les partis travailliste et conservateur forment un gouvernement de coalition dirigé par Winston Churchill.
Dans le gouvernement de coalition de la Seconde Guerre mondiale, trois Commissions menaient la guerre. Churchill présidait le Cabinet de guerre et la Commission de Défense nationale. Attlee était son adjoint habituel dans cette Commission et prenait la parole à la Chambre des communes en l'absence de Winston Churchill. Attlee présidait la troisième Commission - la Commission du Lord Président - qui dirigeait le volet civil de la guerre. Puisque Churchill était plus attiré par le volet militaire, cette distribution des rôles convenait à Churchill et à Attlee.
Seuls lui et Churchill restèrent au Cabinet de guerre depuis la formation du gouvernement d'union nationale jusqu'aux élections de 1945. Attlee fut Lord du Sceau Privé de 1941 à 1942, vice-Premier ministre de 1942 à 1945, secrétaire d'État aux Dominions de 1942 à 1943 et Lord Président du Conseil de 1943 à 1945. Attlee soutint Churchill dans la poursuite de la résistance britannique après la capitulation de la France en 1940 et prouva sa loyauté à Churchill au cours du conflit ; quand le cabinet de guerre eût posé la question de négocier les accords de paix, Attlee (de même que son collègue travailliste Arthur Greenwood) vota en faveur de la poursuite de la lutte armée, donnant ainsi à Churchill la majorité requise pour continuer la guerre.

## Premier ministre

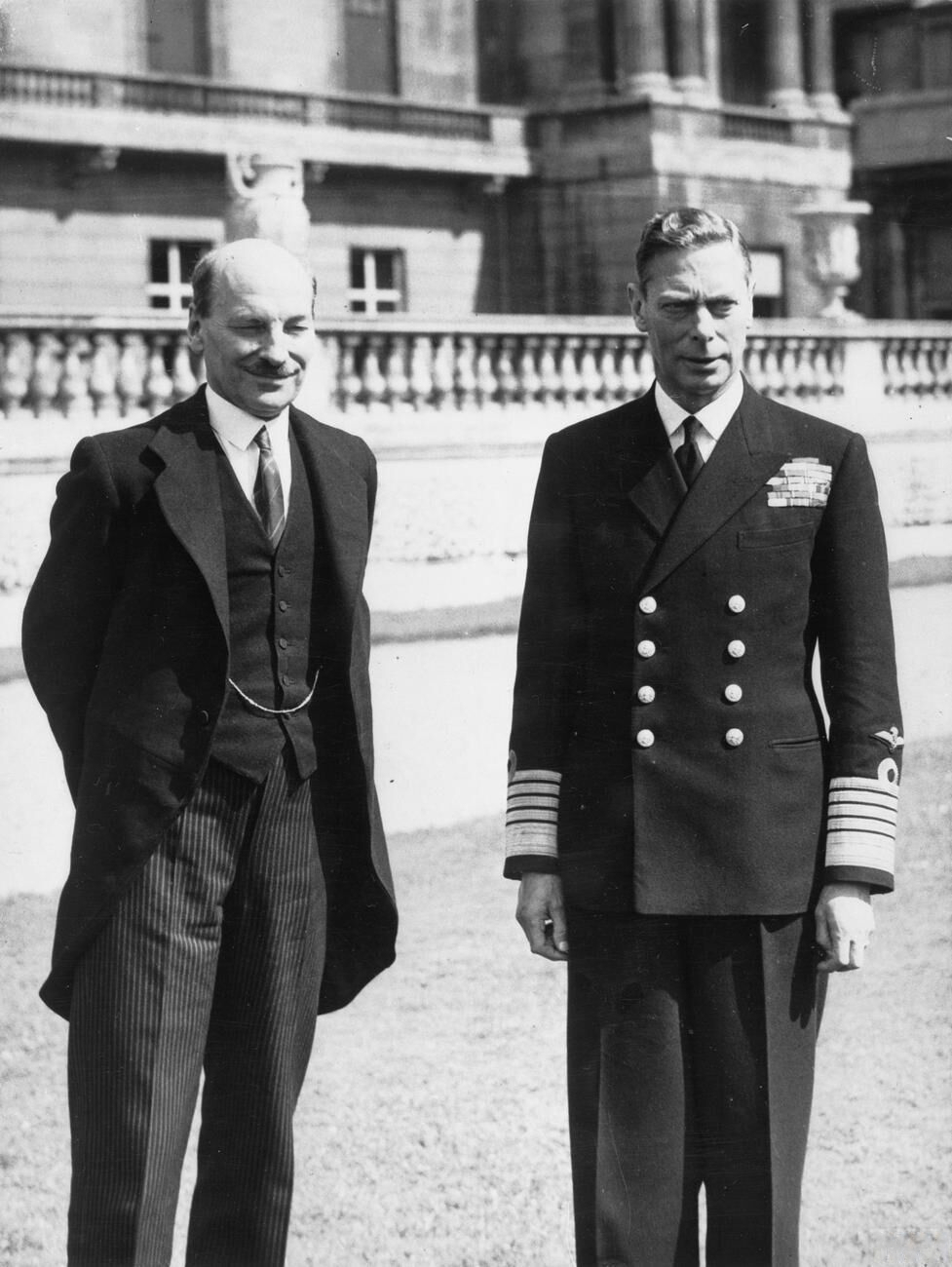
Attlee rencontrant le roi George VI après la victoire électorale du Parti travailliste en 1945.

### Élections générales de1945
Après la fin de la guerre en Europe en mai 1945, Attlee et Churchill voulaient maintenir le gouvernement de coalition jusqu'à la défaite japonaise. Cependant, Herbert Morrison prétendit que le parti ne l'accepterait pas et le bureau national du parti travailliste se rangea à son avis. Churchill riposta en démissionnant de son poste de Premier ministre le 23 mai. Toutefois, Churchill accepta de former, sans les travaillistes, un gouvernement de transition, tout en obtenant la dissolution de la Chambre des communes avec organisation d'élections générales dans la foulée.
La guerre avait suscité une vague de changements en Angleterre et abouti au souhait de réformes sociales. Cette volonté s'exprima dans le rapport Beveridge. Ce rapport prétendait que le maintien du plein emploi serait le but des gouvernements d'après-guerre et le socle de l'État-providence. Juste après la sortie de ce rapport, on en vendit des centaines de milliers de copies. Tous les grands partis s'engagèrent dans cette voie, mais Attlee et le parti travailliste furent pressentis comme les meilleurs candidats pour mener les réformes à terme.
Les travaillistes firent campagne sur le thème « Faisons face au futur » et se présentèrent comme le parti le mieux à même de reconstruire la Grande-Bretagne après la guerre, tandis que la campagne du Parti conservateur était centrée sur Churchill. Grâce au statut de héros de Churchill, peu de gens s'attendaient à la victoire des travaillistes. Mais Churchill fit quelques erreurs pendant sa campagne. Entre autres, la suggestion lors d'une émission radiodiffusée, qu'un gouvernement travailliste aurait besoin « d'une certaine forme de Gestapo » pour mettre en œuvre ses politiques socialistes : ce qui passa pour une déclaration de mauvais goût qui se retourna contre lui.
Les résultats électoraux diffusés le 26 juillet surprirent beaucoup de gens, y compris Attlee. Le Parti travailliste accédait au pouvoir en un raz-de-marée, raflant un peu moins de 50 % des votes, face aux 36 % des votes conservateurs. Le Parti travailliste obtenait 393 sièges, lui donnant une majorité de 146 sièges. On disait que quand Attlee se présenta au roi Georges VI au palais de Buckingham pour la cérémonie du baisemain, le notoirement laconique Attlee et le notoirement taciturne Georges VI se tinrent debout, en silence, pendant quelques minutes, jusqu'à ce qu'Attlee déclarât spontanément « J'ai gagné les élections ». Le roi répliqua « Je sais. Je l'ai entendu aux informations de six heures »
Devenu Premier ministre, Attlee nomma Ernest Bevin secrétaire aux Affaires étrangères et Hugh Dalton chancelier de l'Échiquier (bien qu'il eût beaucoup espéré autre chose). Stafford Cripps devint président du Bureau du Commerce, Herbert Morrison devint vice-Premier ministre chargé de l'application stricte du programme de nationalisation voulu par le parti travailliste, Aneurin Bevan devint ministre de la Santé et Ellen Wilkinson, seule femme du gouvernement d'Attlee, secrétaire d'État à l'Éducation.
Le gouvernement d'Attlee se présenta comme un administrateur réformateur radical. Pendant la seule session parlementaire 1945-1946, les pensions et autres revenus furent considérablement augmentés et, de 1945 à 1948, plus de 200 lois furent votées par le Parlement, avec huit projets importants passés du stade de l'élaboration à l'application en 1946.

### Politique intérieure

#### Création de la NHS

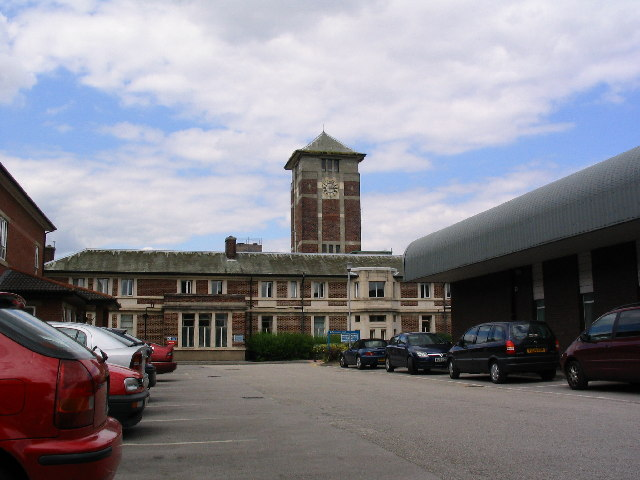
Trafford General Hospital, connu comme lieu de naissance du Service national de Santé.

En politique intérieure, le Parti travailliste avait des buts clairement définis. Le premier secrétaire à la Santé, Aneurin Bevan, lutta contre la désapprobation générale de l'establishment médical en créant le Service national britannique de Santé, système public de soins de santé offrant la gratuité des soins. Le NHS prit en charge près de 8 500 000 de soins dentaires et distribua 5 000 000 de paires de lunettes la première année de son fonctionnement. Les médecins tirèrent un bénéfice du nouveau système, percevant un salaire leur donnant un niveau de vie correct sans avoir recours à la pratique privée. Le NHS améliora grandement l'état de santé de la classe ouvrière, réduisant significativement le nombre de décès dus à la diphtérie, la pneumonie, la tuberculose. Malgré de fréquentes controverses au sujet de son organisation et de son financement, à ce jour les partis britanniques doivent encore exprimer leur soutien au NHS s'ils veulent rester éligibles.
Dans le domaine des soins de santé, des fonds furent alloués à la modernisation et aux plans destinés à l'amélioration de l'efficacité administrative. Des améliorations furent apportées aux infrastructures de soins afin de recruter plus d'infirmières et de réduire la pénurie de travailleurs qui entraînaient la mise hors circuit de 60 000 lits, et des efforts furent faits pour réduire le déséquilibre « entre l'excédent de lits pour fiévreux et tuberculeux et la pénurie de lits dans les maternités ». De plus, les vaccinations BCG furent décidées pour la protection des étudiants en médecine, sages-femmes, infirmières, des contacts des patients porteurs du bacille de la tuberculose, simultanément à la mise en place d'un plan de pension pour les employés du NHS récemment créé. Des réformes moins nombreuses furent aussi introduites, quelques-unes d'entre elles au bénéfice de certaines couches de la Société britannique, les personnes porteuses de handicap mental, les aveugles...
Pendant la période 1948-1951, le gouvernement Attlee fit passer les dépenses de santé de 6 000 000 000  à   11 000 000 000 £, une augmentation d'environ 50 %, et de 2,1 % à 3,6 % du PIB.

#### L'État-Providence
Le gouvernement lança la mise en œuvre de la doctrine Beveridge par la création d'un État-providence « du berceau à la mort », et mit en place un système entièrement nouveau de sécurité sociale. Parmi les plus importants éléments de la législation, on notait la loi d'assurance nationale de 1946, pour laquelle les gens qui travaillent payaient un tarif unique d'assurance nationale. En retour les contributeurs (hommes ou femmes) étaient admissibles à une pension à montant unique, à l'indemnité pour maladie, à l'indemnité de chômage, à l'indemnité de funérailles. Divers autres éléments législatifs ajoutaient l'allocation pour enfant à charge et l'aide aux gens n'ayant pas d'autre source de revenu. La loi de 1946 sur les villes nouvelles mettait en place des sociétés pour ériger des villes nouvelles, tandis que la loi d'aménagement rural et urbain de 1947 chargeait les conseils généraux des comtés de préparer la mise en œuvre des projets et donnait des pouvoirs d'expropriation. Le gouvernement d'Attlee élargissait aussi les pouvoirs des autorités locales à réquisitionner des maisons en tout ou en parties, et facilitait l'acquisition de terrains. En 1949, les autorités locales furent autorisées de fournir aux gens en mauvaise santé un logement public à loyer subsidié. Les revenus du chômage et des indemnités de maladie ou de maternité furent détaxés en 1949.
Des règles strictes furent décidées pour contrôler l'aménagement du territoire, et des manuels de conseils publiés, insistant sur le souci primordial de sauvegarder les terres de culture. Une suite de bureaux régionaux fut mise en place avec son ministère de planification pour promouvoir une ligne de conduite rigide dans le développement des politiques régionales.
Un train de subventions apparues en 1948 renforça les services sociaux fournis par les autorités locales. Les services sociaux personnels et les services d'aide sociale furent développés en 1948, à destination individuelle ou familiale, visant particulièrement les catégories suivantes : déficients mentaux, enfants défavorisés, personnes âgées et handicapés. Le gouvernement Attlee augmenta aussi sensiblement les pensions de retraite et autres revenus de remplacement, les pensions devenant plus que jamais des revenus viagers.
Un grand programme de construction immobilière fut lancé dans le but de loger les gens dans des habitations salubres. Une note relative à l'immobilier sortie en 1946 augmentait les subventions du Trésor pour la construction de logements en Angleterre et au Pays de Galles, à l'initiative des autorités locales. Quatre maisons sur cinq construites sous le gouvernement travailliste étaient des propriétés municipales construites selon des spécifications plus nombreuses qu'avant la Seconde Guerre mondiale et les subsides maintinrent à un bas niveau les loyers sociaux. Toutes ces mesures produisirent un développement du logement social jusqu'à un niveau jamais atteint, les bas revenus en étant les premiers bénéficiaires. Cependant, le gouvernement Attlee ne réussit pas à atteindre tous ses objectifs, de par les contraintes économiques. Plus d'un million de nouveaux logements furent édifiés entre 1945 et 1951 (une réalisation remarquable dans de telles circonstances), qui permirent pour la première fois de loger beaucoup de familles à bas revenus dans des logements décents à un coût raisonnable.
L'extension des allocations sociales créée par le gouvernement Attlee réduisit beaucoup les inégalités sociales. L'influence des réformes gouvernementales dans les domaines de la santé et du bien-être fut telle que les indicateurs de santé s'amélioraient (cf. les statistiques fournies par les prestataires de soins médicaux et dentaires en milieu scolaire et par les officiers de santé), avec le progrès constant du taux de survie chez l'enfant et une longévité accrue chez l'adulte. La diminution de la pauvreté observée à la suite des lois sociales votées sous le gouvernement Attlee, fut telle que, selon Kevin Jefferys, aux élections de 1950, « la propagande travailliste pouvait clamer que la législation sociale avait effacé la misère abjecte des années 1930 ».

#### Femmes et enfants
Nombre de réformes furent décidées pour améliorer les conditions féminine et infantile. En 1946, l'allocation familiale généralisée fournit une aide financière aux ménages en charge d'enfants. Ces avantages avaient été projetés l'année précédente par la Family Allowances Act 1945 et fut le premier projet présenté au Parlement par le gouvernement d'Attlee. Les conservateurs reprocheront plus tard aux travaillistes d'avoir été trop pressés de voter les allocations familiales.
Un Married Women Act (…) fut voté en 1949 « pour équilibrer, rendre inopérantes toutes les limitations quant à l'attente ou l'aliénation liée à la jouissance d'une propriété par la femme », alors que le Married Women (Maintenance) Act de 1949 avait été promulgué pour améliorer l'adéquation et la durée des avantages financiers destinés aux femmes mariées. Le Criminal Law (Amendment) Act de 1950 amenda la loi de 1885 pour en faire bénéficier les prostituées et les protéger des traitements dégradants. Le Criminal Justice Act de 1948 limita l'emprisonnement des mineurs d'âge et améliora les structures des centres de probation et de détention préventive, alors que le passage au Justices of the Peace Act de 1949 conduisit à des réformes importantes des Cours de magistrature.
En 1946, le gouvernement mit en place l'Institut national des travailleurs ménagers. L'institut visait à hausser le service ménager au niveau de métier qualifié, par la formation et l'examen imposé à ceux qui avaient déjà les qualifications requises. À l'automne 1946, des standards agréés de formation furent instaurés, qui débouchèrent sur des centres de formation et un supplément de 9 centres au Pays de Galles, en Écosse et finalement dans toute la Grande-Bretagne. Le National Health Service Act de 1946 précisait qu'une aide domestique serait fournie aux ménages où cette aide s'impose « par la présence d'une personne malade ou grabataire, d'une future mère, d'un déficient mental, personne âgée ou enfant pas encore en âge de scolarité. En conséquence, « l'aide à domicile » consista à fournir l'aide ménagère pour les soins aux personnes et aux futures mères, ainsi qu'aux mères d'enfants de moins de cinq ans ». En 1952, 20 000 femmes avaient été engagées dans ce service.

#### Les droits des travailleurs
Diverses règles furent appliquées pour améliorer le bien-être sur le lieu de travail. Le congé de maladie fut accru et des plans d'indemnités de maladie introduits en 1946 au bénéfice des agents d'administration locale, en 1948 pour diverses catégories de travailleurs manuels. La compensation au travailleur était significativement améliorée. La Fair Wages Resolution de 1946 exigea de tout entrepreneur travaillant sur un projet public d'appliquer les grilles de salaire recommandées et les contrats d'emploi prévus à la convention collective. En 1946, la taxe à l'achat d'installations pour cuisine et de vaisselle, fut supprimée, tandis que le taux en fuit réduit à l'achat de divers articles de jardinage.
Le Fire Services Act de 1947 introduisit un nouveau plan de retraite des pompiers, tandis que l'Electricity Act de 1947 apporta de meilleurs avantages aux travailleurs retraités de la production et distribution d'électricité. Un Workers' Compensation (Supplementation) Act fut voté en 1948, au profit des travailleurs atteints de certaines maladies liées à l'asbeste, apparues avant 1948. Le Merchant Shipping Act de 1948 et le Merchant Shipping (Safety Convention) Act de 1949 furent votés pour améliorer les conditions de travail des travailleurs de la mer. Le Shops Act de 1950 renforça la législation précédente stipulant que quiconque travaillant en atelier ou magasin ne peut prester plus de six heures sans une pause d'au moins 20 minutes. La législation imposa aussi une pause déjeuner d'au moins 45 minutes pour tout travailleur prestant dans la fourchette de 11 h 30 à 14 h 30 et 1/2 heure de pause thé pour tout travailleur prestant entre 16 h et 19 h. Le gouvernement renforça aussi la Fair Wages Resolution d'une clause imposant aux employeurs ayant obtenu des contrats publics, de reconnaître le droit de leur personnel à s'affilier aux syndicats.
Le Trade Disputes Act de 1927 fut abrogé, le Dock Labour Scheme le remplaça en 1947 pour mettre fin au système d'emploi alloué temporairement au docker. Cet arrangement donna aux dockers enregistrés comme tels le droit à un travail minimum dans des conditions décentes. Au sein du National Dock Labour Board (où syndicats et employeurs avaient une égale représentation), les syndicats obtinrent un contrôle du recrutement et du licenciement. Dans le cadre de cet arrangement, les dockers enregistrés licenciés par leur employeur, soit pouvaient demander d'être embauchés par un autre, soit avaient droit à une bonne indemnisation.
Le salaire des policiers fut augmenté significativement. L'application en 1946 de la Miner's Charter introduisit chez les mineurs la semaine de cinq jours et un barème salarial journalier standardisé, et en 1948 un Colliery Workers Supplementary Scheme fut voté, fournissant des allocations complémentaires aux mineurs des houillères frappés d'une invalidité, ainsi qu'aux personnes à leur charge. En 1948, un plan de retraite fut mis en place au profit des employés du nouveau NHS (National Health Service) et des personnes à leur charge. Dans le cadre du Coal Industry Nationalisation (Superannuation) Regulations de 1950, un plan de retraite fut établi au profit des mineurs.

#### Nationalisation
Le gouvernement d'Attlee mit à exécution son projet de nationalisation des industries de base et d'utilité publique. La banque d'Angleterre et l'aviation civile furent nationalisés en 1946. Les mines de charbon, les chemins de fer britanniques, le transport routier, les canaux, les réseaux de communication par câble ou sans câble furent nationalisés en 1947, l'électricité et le gaz suivirent en 1948. Avec la nationalisation de la sidérurgie en 1951, 20 % environ de l'industrie britannique était tombée dans le domaine public.
À l'encontre des espoirs de la gauche, les nationalisations échouèrent à donner aux travailleurs un pouvoir de décision au sein de leur entreprise. Cependant, cela leur donna des gains matériels tels des salaires plus élevés, la réduction du temps de travail et l'amélioration des conditions de travail, particulièrement sur le plan de la sécurité. Comme le notait l'historien Eric Shaw pendant les années qui suivirent la nationalisation, les compagnies fournissant le gaz et l'électricité devinrent « d'impressionnants modèles d'entreprise publique » en matière d'efficacité, et l'industrie charbonnière était même rentable, malgré les conditions de travail nettement améliorées des mineurs. En peu d'années de nationalisation, un certain nombre de mesures progressistes ont été appliquées qui améliorèrent beaucoup la condition des mineurs, consistant en un meilleur salaire, la semaine de cinq jours, des normes nationales de sécurité appliquées à toutes les houillères, l'interdiction du travail au fond avant l'âge de 16 ans, l'introduction de l'apprentissage pour les candidats mineurs avant la descente au fond de la mine.
Les dirigeants syndicaux envisageaient la nationalisation comme un moyen d'être en position avantagée dans un cadre de lutte sociale continue, plutôt qu'une occasion de remplacer le vieil esprit de lutte sociale dans les relations au sein de l'entreprise. De plus, la plupart des travailleurs des secteurs nationalisés avaient une attitude instrumentiste favorable à la propriété publique qui procure la sécurité d'emploi et améliore le niveau salarial, plutôt que prometteuse de l'avènement de nouveaux rapports sociaux sur le lieu de travail.

#### Agriculture
Le gouvernement Attlee mit l'accent sur l'amélioration de la qualité de la vie rurale, au bénéfice des fermiers et autres résidents. La sécurité d'emploi fut introduite pour les exploitants à ferme tandis que les autres furent protégés par des subventions alimentaires et les mises en application distributives des défauts de paiement. De 1945 à 1951, la qualité de vie à la campagne fut améliorée par les progrès apportés par le gaz, l'électricité, l'eau courante, autant dans le secteur public que des loisirs. Au surplus, le Transport Act de 1947 améliora les services de bus en zone rurale, tandis que l'Agriculture Act de 1947 instaurait un plan de subventions plus favorable aux fermiers. En 1947 et 1948, fut votée la législation fixant une rémunération minimale des travailleurs agricoles selon un barème des salaires agricoles. Le gouvernement Attlee rendit possible au travailleur agricole l'emprunt immobilier à concurrence de 90 % pour la construction de sa propre maison, agrémenté d'un subside de 15 £ par an pendant 40 ans.
À cette époque de restrictions alimentaires dans le monde, rendre possible une importante production agricole était d'intérêt vital. Le gouvernement encouragea les fermiers, par des subsides, à moderniser la production agricole, tandis que le National Agricultural Advisory Service fournissait compétence et garanties de prix. En conséquence à ces initiatives dans le domaine agricole, il y eut une augmentation de production de 20 % de 1947 à 1952, et le secteur agricole du Royaume-Uni devenait un des plus mécanisés et efficaces au niveau mondial.

#### Enseignement
Le gouvernement Attlee s'assura que les dispositions du Education Act de 1944 fussent complètement appliquées, donnant droit pour la première fois à la gratuité de l'enseignement secondaire. Les frais d'accès au lycée furent supprimés, cependant que de nouvelles écoles secondaires furent construites. En 1947, l'obligation scolaire fut prolongée jusque l'âge de 15 ans, une réalisation poussée par des initiatives telles que le plan H.O.R.S.A. (Huts Operation for Raising the School-leaving Age) et le plan S.F.O.R.S.A. de fournitures scolaires. Des fonds de financement plus importants furent mis à la disposition du secteur de l'éducation, particulièrement pour la remise en état des bâtiments ayant souffert d'abandon ou des dommages dus à la guerre. Des salles de classe en préfabriqué furent aussi érigées et 928 nouvelles écoles primaires construites entre 1945 et 1950. La distribution de repas scolaires gratuits se développa. Les bourses d'État d'accès aux études universitaires furent augmentées, et le gouvernement en arrondit le montant pour couvrir les frais scolaires et d'entretien de l'étudiant. La distribution gratuite de lait aux enfants des écoles apparut pour la première fois. Au surplus, les dépenses pour l'enseignement technique grandirent aussi, et le nombre de garderies d'enfants s'accrut. Le niveau salarial des enseignants fut amélioré et des fonds furent alloués à la modernisation des anciennes écoles.
Un ministère de l'Enseignement fut créé et des collèges gratuits créés, par comté, pour l'enseignement obligatoire à temps partiel des jeunes de 15 à 18 ans ne bénéficiant pas de l'enseignement à plein temps. On forma en urgence environ 25 000 enseignants de 1945 à 1951. Malgré ces efforts, le gouvernement d'Attlee ne réussit pas à introduire l'enseignement polyvalent, dont les socialistes espéraient une meilleure promotion sociale de la classe ouvrière. Cette réforme fut accomplie sous le gouvernement d'Harold Wilson. Durant tout le mandat du gouvernement d'Attlee, les dépenses pour l'enseignement s'accrurent, passant de 6 500 000 000  à   10 000 000 000 £ (+ de 50 %).

#### L'économie
Le problème le plus ardu auquel Attlee et ses ministres durent faire face était l'économie, vu que l'effort de guerre avait laissé le Royaume-Uni proche de la banqueroute. La guerre avait coûté au Royaume-Uni près du quart de sa richesse nationale. Les investissements extérieurs avaient servi à rembourser les dépenses de guerre. Le passage à une économie de paix et la prolongation de ses engagements militaires stratégiques à l'étranger entraîna de graves et persistantes difficultés à équilibrer la balance commerciale. Cela eut pour conséquence, dans la période d'après-guerre, qu'il fallut imposer le strict rationnement de la nourriture et des biens de première nécessité, une réduction de la consommation en limitant les importations et en encourageant les exportations, et stabiliser l'appréciation de la livre sterling pour sortir le Royaume-uni de l'ornière financière.
La fin brutale du programme prêt-bail américain en août 1945 faillit provoquer une crise. Le prêt anglo-américain négocié en décembre 1945 apporta un peu d'argent frais. Les obligations attachées à ce prêt comprenaient l'entière convertibilité de la livre sterling en dollar américain. Introduite en juillet 1947, la convertibilité fut suspendue après exactement cinq semaines, ayant entraîné une crise monétaire. Le Royaume-Uni bénéficia aussi dès 1948 de l'aide du plan Marshall, ce qui améliora sensiblement la situation économique. Une autre crise financière, celle de la balance des paiements en 1949, incita le chancelier de l'Échiquier Stafford Cripps à dévaluer la livre sterling.
En dépit de ces problèmes, une des principales réalisations du gouvernement Attlee fut le maintien du — presque — plein-emploi. Le gouvernement n'abandonna pas la plupart des contrôles opérés sur l'économie, comme en temps de guerre, y compris la fourniture de matériels et de main-d'œuvre, et le non-emploi dépassa rarement 500 000 travailleurs soit 3 % de la main-d'œuvre. Les pénuries de travail s'avérèrent être un problème plus fréquent. Le taux d'inflation resta bas, le taux de chômage dépassa rarement les 2 % pendant qu'Attlee dirigea le pays et il n'y eut pas de noyau dur de chômage de longue durée. Production et productivité s'accrurent grâce à la modernisation de l'équipement et le temps de travail hebdomadaire moyen diminua.
En matière de logement, dont Aneurin Bevan était chargé, le gouvernement obtint moins de succès. Il avait projeté de construire annuellement 400 000 nouveaux logements pour remplacer ceux détruits pendant la guerre, mais les pénuries de matériaux et de main-d'œuvre firent que moins de la moitié des logements furent érigés. Néanmoins, quelques millions de gens furent relogés grâce aux mesures politiques prises en faveur du logement par le gouvernement d'Attlee. Du mois d'août 1945 au mois de décembre 1951, 1 016 349 nouvelles habitations furent achevées en Angleterre, en Écosse et au Pays de Galles.
Quand le gouvernement Attlee fut démis par le scrutin de 1951, l'économie se portait mieux qu'en 1945. Pendant la période 1946-1951 on connut le plein emploi et un accroissement annuel du niveau de vie de 10 %. Pendant cette même période, la croissance économique annuelle s'élevait à 3 % et à l'échéance de 1951, le Royaume-Uni affichait « le meilleur résultat économique en Europe, cependant que la croissance du revenu par habitant était supérieure à celle du citoyen des USA ». Une planification prudente de la démobilisation après 1945 n'eut pas d'impact négatif sur la reconversion économique et le chômage resta à un très bas niveau. De plus, le nombre de véhicules routiers motorisés passa de 3 000 000 à 5 000 000 de 1945 à 1951 et le nombre de vacanciers en séjour balnéaire était bien supérieur à ce qu'on comptait auparavant.

#### Énergie
L'année 1947 s'avéra particulièrement difficile pour le gouvernement Attlee ; un hiver 1946-1947 exceptionnellement froid provoqua le gel puis l'arrêt de la production charbonnière, multipliant des coupures de courant et des rationnements alimentaires. Le ministre des Énergies, Emanuel Shinwell, devint le bouc émissaire de la crise, fut beaucoup critiqué de n'avoir pas constitué de réserves stratégiques de charbon et fut poussé à la démission. Les conservateurs tirèrent parti de la crise en propageant le slogan « souffrir de la faim avec Strachey et frissonner avec Shinwell » (en se référant au ministre du Ravitaillement John Strachey).
La crise mena au complot raté de Hugh Dalton, projetant de remplacer Attlee par Ernest Bevin au poste de Premier ministre. Plus tard, Stafford Cripps essaya de persuader Attlee de céder son poste à Bevin. Ces complots échouèrent après le refus d'embrayer, exprimé par Bevin. Vers la fin de l'année, Hugh Dalton démissionna de son poste de chancelier de l'Échiquier après avoir divulgué par inadvertance des détails du budget à un journaliste. Il fut remplacé par Cripps.

### Politique étrangère

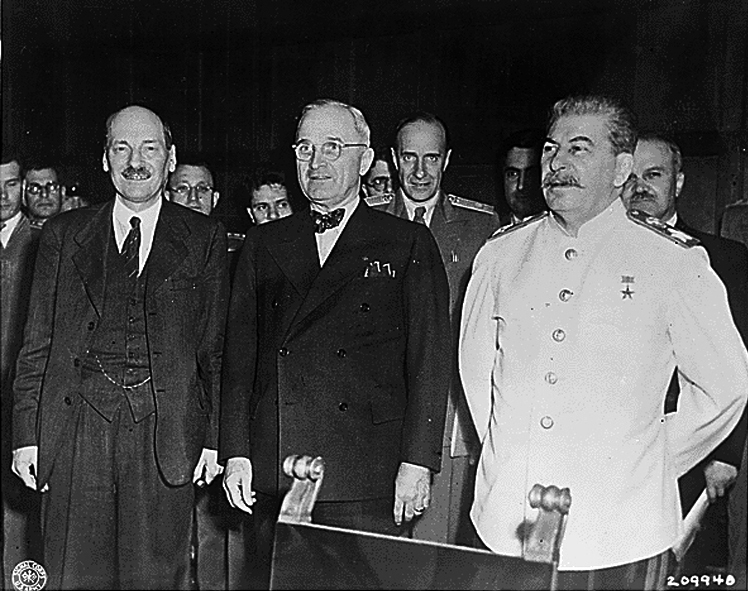
Clement Attlee (à gauche) accompagné du président Harry S. Truman et de Joseph Staline à la conférence de Potsdam en 1945.

#### L'Europe d'après-guerre et la guerre froide
Sur le plan des affaires étrangères, le cabinet d'Attlee fut saisi de quatre dossiers : l'Europe d'après-guerre, le début de la guerre froide, la création de l'Organisation des Nations unies et la décolonisation. Les deux premiers ont été suivis de près, et Attlee était assisté par Ernest Bevin. Attlee assista aussi aux dernières phases de la conférence de Potsdam en compagnie de Harry S. Truman et Joseph Staline.
Dans l'immédiate après-guerre le gouvernement s'imposa de restaurer les relations du Royaume-Uni avec l'ancien allié d'avant-guerre, Staline et l'Union soviétique. Le secrétaire d'Attlee aux Affaires étrangères, l'ancien chef syndical Ernest Bevin, ne cachait pas son anti-communisme virulent, largement motivé par la connaissance de l'influence du combat communiste au sein du mouvement syndical. Son premier contact avec l'URSS en tant que secrétaire au Foreign Office (« ministère des Affaires étrangères ») a été décrit par l'historien Kenneth O. Morgan comme « prudent et soupçonneux, mais pas a priori hostile ».
Dans un geste prématuré de bonne volonté, plus tard fort critiqué, le gouvernement d'Attlee vendit aux Soviétiques plusieurs réacteurs d'avions Rolls-Royce Nene, selon les termes de l'accord commercial Royaume-Uni - URSS de 1946. Les Soviétiques, à ce moment loin derrière les Occidentaux dans la maîtrise de la technologie des réacteurs, pratiquèrent sur ces moteurs Rolls-Royce Nene de la rétro-ingénierie et installèrent leur propre version sur leur avion de chasse Mikoyan-Gourevitch MiG-15 utilisé efficacement contre les forces américano-britanniques pendant la guerre de Corée quelques années plus tard, ainsi que sur d'autres modèles MiG fabriqués ultérieurement.
Après que Staline ait pris le contrôle politique d'une grande partie de l'Europe orientale et mené des actions subversives dans les Balkans, les pires craintes d'Attlee et Bevin, face aux intentions des Soviétiques, se réalisèrent. Le gouvernement d'Attlee contribua alors avec succès à la création de l'alliance défensive de l'OTAN destinée à protéger l'Europe occidentale de l'agression soviétique. Par une contribution essentielle à la stabilité économique de l'Europe d'après-guerre, le cabinet Attlee contribua à la réussite du plan Marshall de redressement économique de l'Europe.
La gauche du Parti travailliste rassemblée sous le mot d'ordre « Gardez votre gauche », pressa le gouvernement à trouver le juste milieu entre les deux superpuissances émergentes et préconisa la création d'une « tierce force » des puissances européennes, dressée entre les États-Unis et l'URSS. Cependant, les relations détériorées entre l'URSS et le Royaume-Uni et la dépendance économique à l'Amérique l'incita à soutenir l'Amérique. En janvier 1947, la crainte des intentions soviétiques et américaines mena à une réunion secrète des ministres du cabinet, où il fut décidé d'accélérer le programme de dissuasion nucléaire de la Grande-Bretagne, décision qui fit naître plus tard une cassure au sein du Parti travailliste. Le premier essai nucléaire réussi n'eut pas lieu avant 1952, après la fin du gouvernement de gauche.
En 1950, le président américain Harry S. Truman déclara que les armes atomiques pouvaient être utilisées dans la guerre en Corée. Attlee s'inquiéta de la puissance détenue par l'Amérique et pour cette raison il appela à la réunion de quelques ministres des Affaires étrangères[réf. nécessaire].

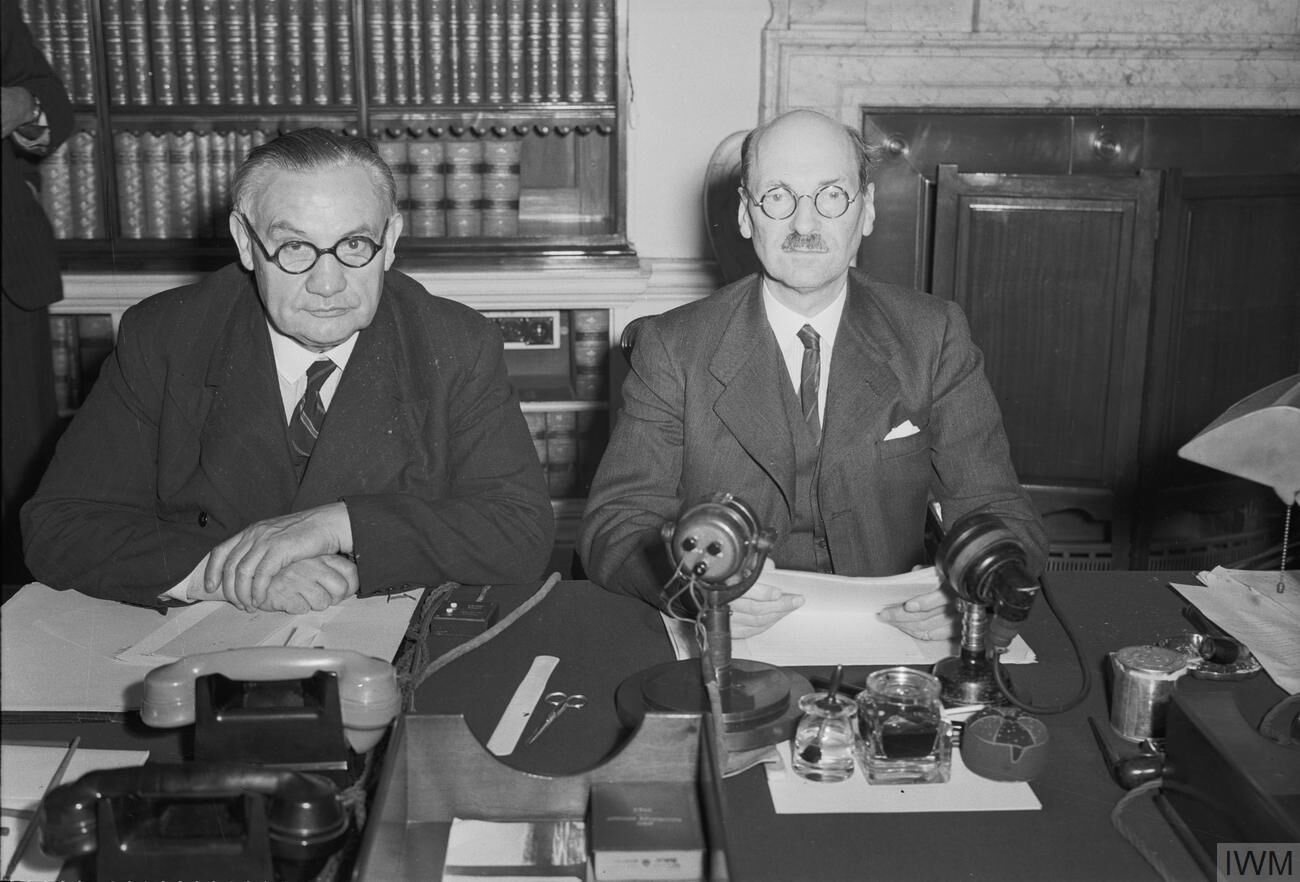
Le secrétaire du Foreign Office Ernest Bevin (à gauche) avec Clement Attlee en 1945.

#### La décolonisation
Le gouvernement d'Attlee prit la responsabilité de commencer en Inde la décolonisation d'une partie significative de l'Empire britannique. Attlee désigna Lord Louis Mountbatten au poste de vice-roi de l'Inde et répondit favorablement à son souhait d'avoir les pleins pouvoirs pour négocier l'indépendance de l'Inde. Étant donné les demandes insistantes des figures politiques de la communauté islamiste de l'Inde britannique, pour obtenir une patrie musulmane séparée, Lord Mountbatten admit la notion de deux nations distinctes, l'Inde à majorité hindoue et le Pakistan à majorité musulmane (y compris le Pakistan oriental qui prit plus tard son indépendance sous le nom de Bangladesh).
La délimitation des frontières s'opéra au prix d'importants déplacements de population et de violentes effusions de sang de part et d'autre. L'indépendance de la Birmanie et de Ceylan fut aussi négociée vers cette époque. Quelques-uns des nouveaux pays devinrent des dominions britanniques, genèse du Commonwealth of Nations contemporain (« Communauté des Nations »).
Un des problèmes le plus urgents était l'avenir du mandat britannique sur la Palestine. Sur place, la politique des Britanniques était ressentie par le mouvement sioniste et l'administration américaine de Truman, comme pro-arabe et anti-juive. Face à la révolte armée des groupes activistes juifs et à l'augmentation de la violence émanant de la population arabe locale, les Britanniques s'avouèrent incapables de contrôler la situation. L'engagement britannique en Palestine étant devenu très impopulaire au sein de la population britannique, l'évacuation des troupes britanniques et le relais pris par l'ONU fut largement soutenu par l'opinion publique.
Les politiques gouvernementales furent très différentes en ce qui concerne les autres colonies, particulièrement en Afrique. Un commandement militaire fut basé au Kenya et les colonies africaines furent dirigées depuis Londres à un degré jamais atteint auparavant. Des schémas de développement furent mis en œuvre pour résoudre la crise désespérante de la balance des paiements du Royaume-Uni et élever le niveau de vie des Africains. Ce « nouveau colonialisme » fut généralement un échec, parfois spectaculaire, tel le Tanganyika groundnut scheme.

### Les derniers jours
Les élections de 1950 au Royaume-Uni donnèrent au Parti travailliste une majorité parlementaire très réduite, simplement cinq sièges comparés à la majorité à trois chiffres des cinq années précédentes, en dépit d'une augmentation du vote prolétaire. Cela se produisit à cause du mode de scrutin majoritaire à un tour en vigueur au Royaume-Uni qui fut largement rendu responsable de l'austérité d'après-guerre, ébranlant l'intérêt porté pour les travaillistes par les électeurs plus riches qui pensaient qu'ils seraient plus prospères sous la gouvernance des conservateurs. C'est à cette époque que l'opposition conservatrice se redressa aux dépens du Parti libéral en déclin. Bien que le second mandat d'Attlee fût moins radical que son premier, il supervisa quand même le passage d'un nombre de réformes en rapport avec des questions telles que l'industrie dans le développement des régions, la réhabilitation du sol défiguré par la pollution au minerai de fer et la pollution des eaux des rivières.
Dès 1951, le gouvernement Attlee apparut de plus en plus épuisé, avec plusieurs ministres parmi les plus en vue malades ou décédés. Attlee lui-même fut brièvement hospitalisé pour soigner des ulcères duodénaux. Fatalement, le parti se déchira en 1951 à propos d'un budget d'austérité introduit par le chancelier Hugh Gaitskell et visant à payer le chèque de la participation britannique à la guerre de Corée. Aneurin Bevan démissionna pour protester contre les nouvelles dépenses alourdissant ce budget, rejoint en cela par plusieurs ministres, dont le futur Premier ministre Harold Wilson.
Estimant impossible de gouverner avec succès, Attlee appela à des élections en 1951, essayant d'obtenir ainsi une majorité efficace. Cependant, le Parti travailliste fut à nouveau battu par le Parti conservateur de Churchill, bien qu'il obtînt plus de voix qu'à l'élection de 1945. La courte liste d'Attlee du Prime Minister's Resignation Honours de 1951, annoncée en novembre 1951, honorait le Lord chancelier William Jowitt du titre de comte.
Avec un mandat ininterrompu d'une durée de 6 ans et 92 jours, Attlee fut la première figure travailliste à occuper aussi longtemps le poste de Premier ministre, jusqu'au mandat de Tony Blair plus de 50 ans plus tard. Cependant Harold Wilson occupa le poste pendant presque 8 ans, mais sur deux périodes différentes entre 1964 et 1976.

## La retraite
Après la défaite électorale de 1951, Attlee se maintint à la direction du Parti travailliste comme chef de l'opposition. Cependant, ses quatre dernières années comme meneur furent largement considérées comme une des périodes de faiblesse du Parti travailliste. Le parti se déchira entre son aile droite menée par Hugh Gaitskell, et son aile gauche menée par Aneurin Bevan. Beaucoup de travaillistes membres du gouvernement estimaient qu'Attlee aurait dû se retirer après les élections, et céder son poste de chef à un homme plus jeune. Bevan lui demanda sans ambages de se retirer pendant l'été 1954. Sa principale raison de rester au poste de chef fut de contrarier les ambitions de direction d'Herbert Morrisson, envers qui Attlee montrait de l'aversion pour des motifs politiques et personnels. Tout un temps, Attlee souhaita qu'Aneurin Bevan prenne sa succession, mais ceci devint problématique après que Bevan avait presque irrévocablement scindé le parti.
Dans un entretien accordé au chroniqueur Percy Cudlipp du News Chronicle à la mi-septembre 1955, Attlee exprima clairement sa propre vision et sa préférence quant à la succession au poste de direction du parti, déclarant « Le Parti travailliste n'a rien à gagner à regarder vers le passé. Nous ne pouvons non plus changer la société britannique en adoptant un vain penchant gauchiste. Je me considère comme un homme de centre-gauche, où le chef du parti devrait se situer. Ça ne sert à rien de se demander : « Qu'aurait fait Keir Hardie ? ». Nous devons avoir au sommet des hommes vivant à la présente époque et non, comme ce fut mon lot, vivant à l'époque victorienne. »
À l'âge de 72 ans, Attlee se présenta aux élections de 1955 contre Anthony Eden, où l'on vit la majorité conservatrice passer de dix-sept à soixante sièges. Il abandonna le poste de chef du parti le 25 novembre 1955, après l'avoir dirigé pendant vingt ans, et fut remplacé par Hugh Gaitskell.

Armoiries du comte Attlee.

En conséquence, il quitta la Chambre des communes et fut élevé à la pairie pour occuper un siège à la Chambre des Lords en tant que comte Attlee et vicomte Prestwood le 16 décembre 1955. En 1958 il fut, ainsi que Bertrand Russell, un signataire du projet de loi sur l'homosexualité pratiquée dans la vie privée. La société faisait campagne pour la décriminalisation des actes homosexuels en privé et entre adultes consentants, une réforme votée neuf ans plus tard par le Parlement.
Il assista aux funérailles de Winston Churchill en janvier 1965. Il était à cette époque âgé et de santé fragile. Il dut rester assis dans le froid glacial pendant le transport du cercueil, s'étant épuisé à rester debout la veille, lors de la répétition. Après la cérémonie, Attlee dut, pour descendre les degrés de la cathédrale St.-Paul, recevoir de l'aide de Sir Anthony Eden et d'un officier des gardes.
Grand fumeur de pipe et de cigarette depuis son jeune âge, Attlee souffrit de problèmes respiratoires durant ses vieux jours. Il vécut assez longtemps pour connaître, en 1964, le retour au pouvoir du Parti travailliste sous le mandat d'Harold Wilson, mais aussi pour voir sa vieille circonscription électorale de Walthamstow West basculer dans le clan conservateur lors d'une élection partielle en septembre 1967. Il mourut de pneumonie à l'âge de 84 ans à l'hôpital de Westminster, le 8 octobre 1967.
À sa mort, le titre fut transmis à son fils Martin Richard Attlee, 2e comte Attlee (1927-1991). Il est maintenant détenu par le petit-fils de Clement Attlee, John Richard Attlee, 3e comte Attlee. Le troisième comte — membre du Parti conservateur — conserva son siège à la Chambre des Lords en tant que pair héréditaire à titre transitoire, selon l'amendement au House of Lords Act de 1999, votée sous le gouvernement travailliste.
Quand Attlee mourut, son bien transmissible fut déclaré au montant de 7 295 £, somme relativement modeste pour un personnage éminent. Il fut incinéré et ses cendres enfouies dans la nef de l'abbaye de Westminster, proches de celles de Lord Passfield et d'Ernest Bevin.

## Son héritage et son image
« Un homme modeste, mais il fallait qu'il le reste », est une citation à propos d'Attlee qui est très communément attribuée à Churchill, bien que Churchill eût en fait nié l'avoir dit et appréciât le travail d'Attlee au sein du Cabinet de guerre. La modestie et le calme d'Attlee cachaient beaucoup de choses qui apparurent à la lumière d'une révision historique. Sur le plan de l'appareil gouvernemental, il fut parmi les Premiers ministres le plus professionnels et efficaces. En effet, il fut hautement louangé par ses successeurs, autant les travaillistes que les conservateurs.
Son style de gouvernance consensuelle au sein du gouvernement, agissant comme guide plutôt que comme chef, lui attirèrent beaucoup d'éloges des historiens et des politiciens. Christopher Soames, ambassadeur britannique en France dans le gouvernement d'Edward Heath et chef de cabinet de Margaret Thatcher, remarqua que « En fait, Mrs Thatcher n'entraînait pas une équipe. Chaque fois, vous faites face à un(e) Premier(e) ministre qui désire prendre toutes les décisions et ceci donne le plus souvent de mauvais résultats. Attlee n'agissait pas ainsi. C'est pourquoi il était si sacrément bon ». Même Thatcher écrivait dans ses Mémoires en 1995 — allant de ses débuts à Grantham jusqu'à sa victoire aux élections de 1979 — qu'elle admirait Attlee : « cependant, j'admirais Clement Attlee. Il était sérieux et patriote. Tout à fait à l'opposé de la génération de politiciens des années 1990, il était efficace sans ostentation. »
L'administration d'Attlee présida au passage réussi de l'économie de guerre à l'économie de paix, abordant les écueils de la démobilisation, la pénurie de devises étrangères, les déficits défavorables des balances commerciales et des dépenses gouvernementales. Les dépenses supplémentaires que provoquèrent ses décisions de politique intérieure, englobaient la création du Service national de santé et de l'État-providence, qui amorcèrent la reconstruction du Royaume-Uni d'après-guerre. Attlee et ses ministres firent beaucoup pour transformer le Royaume-Uni en une société plus prospère et égalitaire, pendant leur présence au pouvoir, par la baisse de la pauvreté et l'émergence de la sécurité économique parmi toute la population.

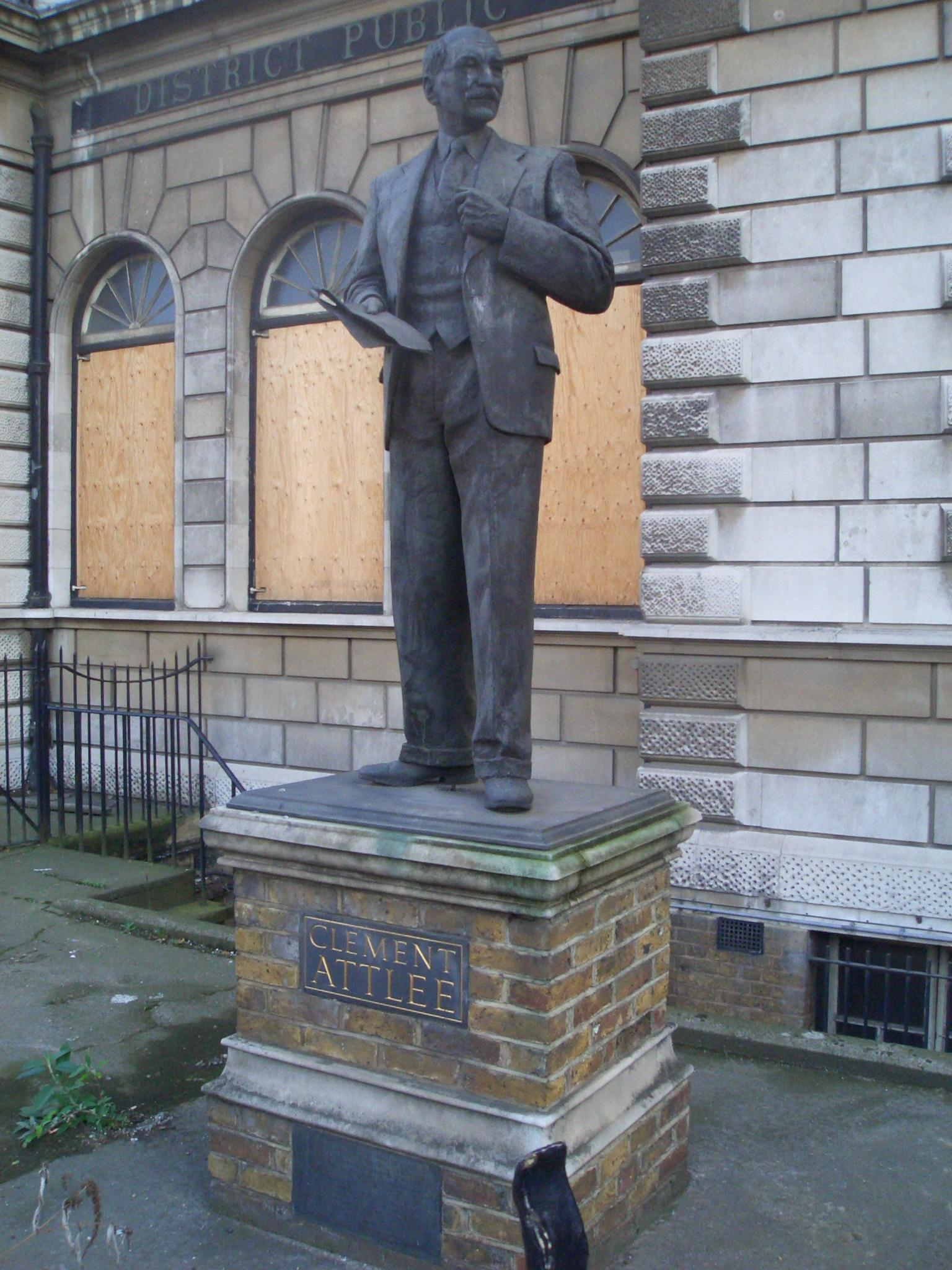
Statue de Clement Attlee à son ancien emplacement, devant la bibliothèque de Limehouse.

En politique étrangère, il fit beaucoup pour accélérer le redressement économique de l'Europe d'après-guerre. Il se montra loyal envers les États-Unis au début de la guerre froide. Conformément à sa manière de gouverner, ce ne fut pas lui mais Ernest Bevin qui dirigea la politique extérieure. Ce fut le gouvernement d'Attlee qui décida que le Royaume-Uni garderait son indépendance en matière d'armement nucléaire et commença le programme de fabrication des bombes en 1947. Ernest Bevin, secrétaire aux Affaires étrangères, dit la phrase célèbre « We 've got to have it and it's got to have a bloody Union Jack on it ». Cependant, la première bombe A opérationnelle britannique n'explosa qu'en octobre 1952, à peu près un an après qu'Attlee avait quitté le pouvoir.
Bien que socialiste, Attlee croyait encore à l'Empire britannique de sa jeunesse. Il le voyait comme une institution et une puissance bénéfique dans le monde. Néanmoins, il voyait qu'une large partie de l'Empire avait besoin d'indépendance. En prenant comme modèle les dominions du Canada, d'Australie et de Nouvelle-Zélande, il débuta la mutation de l'Empire en Commonwealth.
Sa plus grande réussite, par-dessus tout, fut peut-être l'établissement d'un consensus politique et économique pour la gouvernance du Royaume-Uni auquel tous les partis — travailliste, conservateur ou libéral — souscrivirent pour trois décennies, dessinant les arènes du discours politique jusqu'à la fin des années 1970.
Plusieurs années après sa mort, une rue d'un nouveau lotissement à Tividale, West Midlands, fut nommée en sa mémoire « Clos Attlee ». La cité de logements sociaux « The Birks Holt » à Maltby, South Yorkshire, a des rues portant le nom des hommes politiques travaillistes, y compris Attlee, Sir Stafford Cripps, Hugh Gaitskell et George Lansbury.
Le 30 novembre 1988, une statue de bronze de Clement Attlee fut dévoilée par Harold Wilson (le Premier ministre travailliste après Attlee) à l'extérieur de la bibliothèque publique de Limehouse, dans son ancienne circonscription. Wilson était alors le dernier membre survivant du cabinet d'Attlee et l'inauguration de la statue fut la dernière apparition publique de Wilson, qui en était alors au premier degré de la maladie d'Alzheimer et qui décéda en mai 1995 après dix ans de santé défaillante. En avril 2011, la bibliothèque de Limehouse ayant fermé en 2003, la statue d'Attlee fut inaugurée sur son nouveau site de la Queen Mary University of London. Attlee s'était vu décerner le titre de Honorary Fellowship of Queen Mary College le 15 décembre 1948. Une plaque bleue, inaugurée en 1979 en mémoire de Attlee, fut apposée au no 17, Monkhams Avenue, Woodford Green, dans le borough londonien de Redbridge.
- 2009.